# John Williams (Missionar)

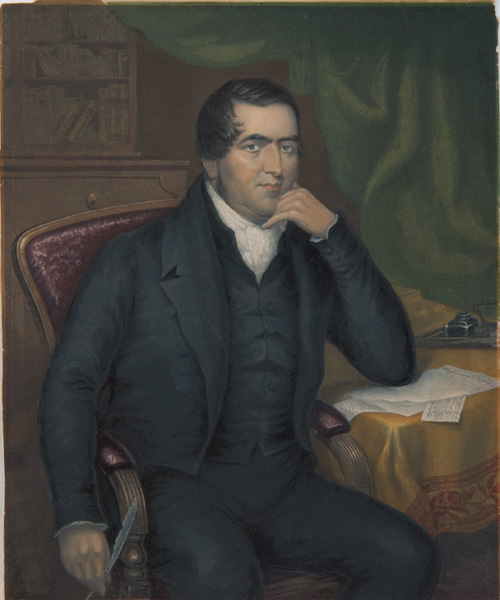
Rev. John Williams, der Märtyrer von Erromanga, mit einer Landschaft der Missionsstation und ihres Grundstücks auf Rarotonga, Gemälde von George Baxter, 1843

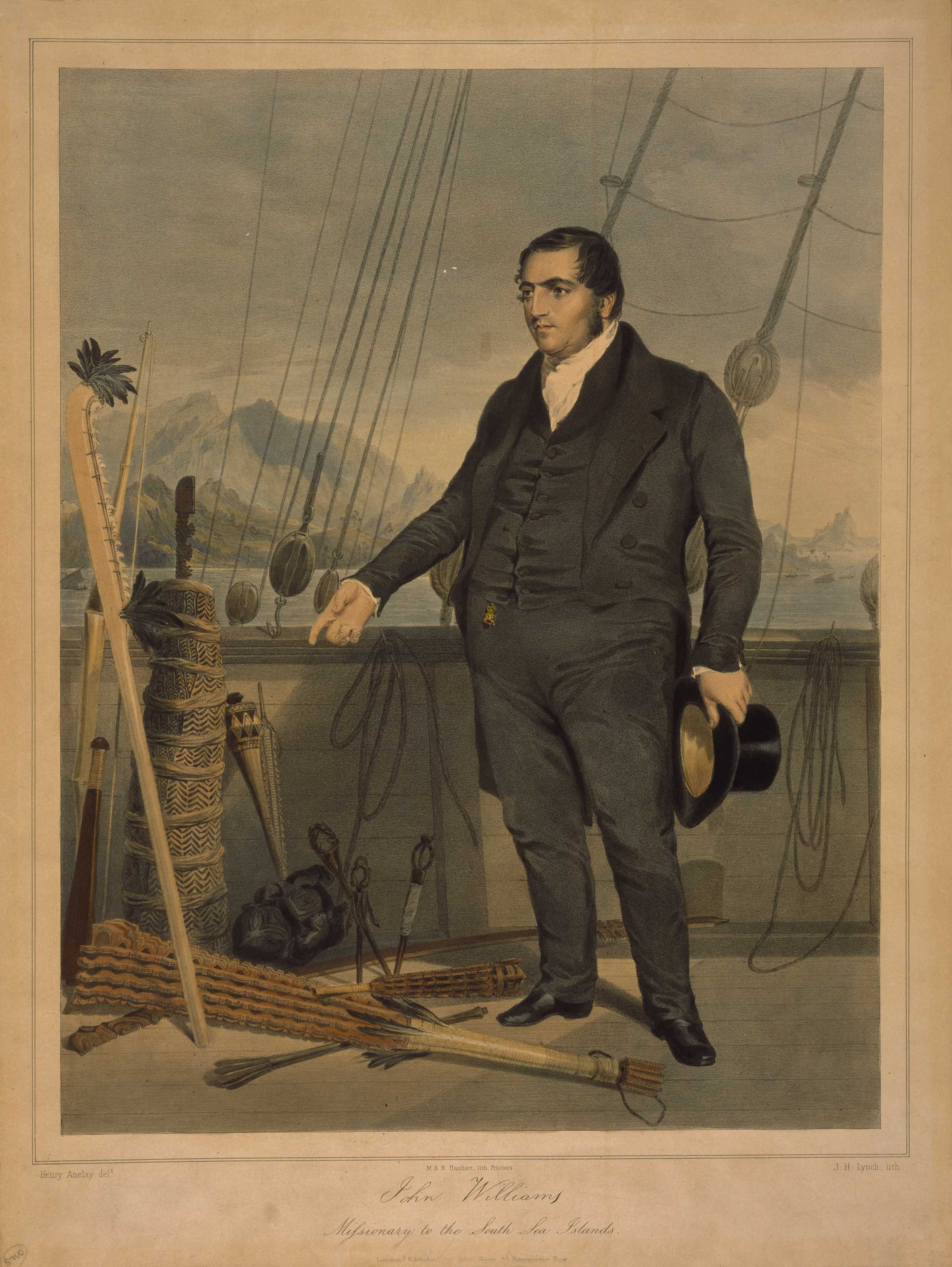
John Williams

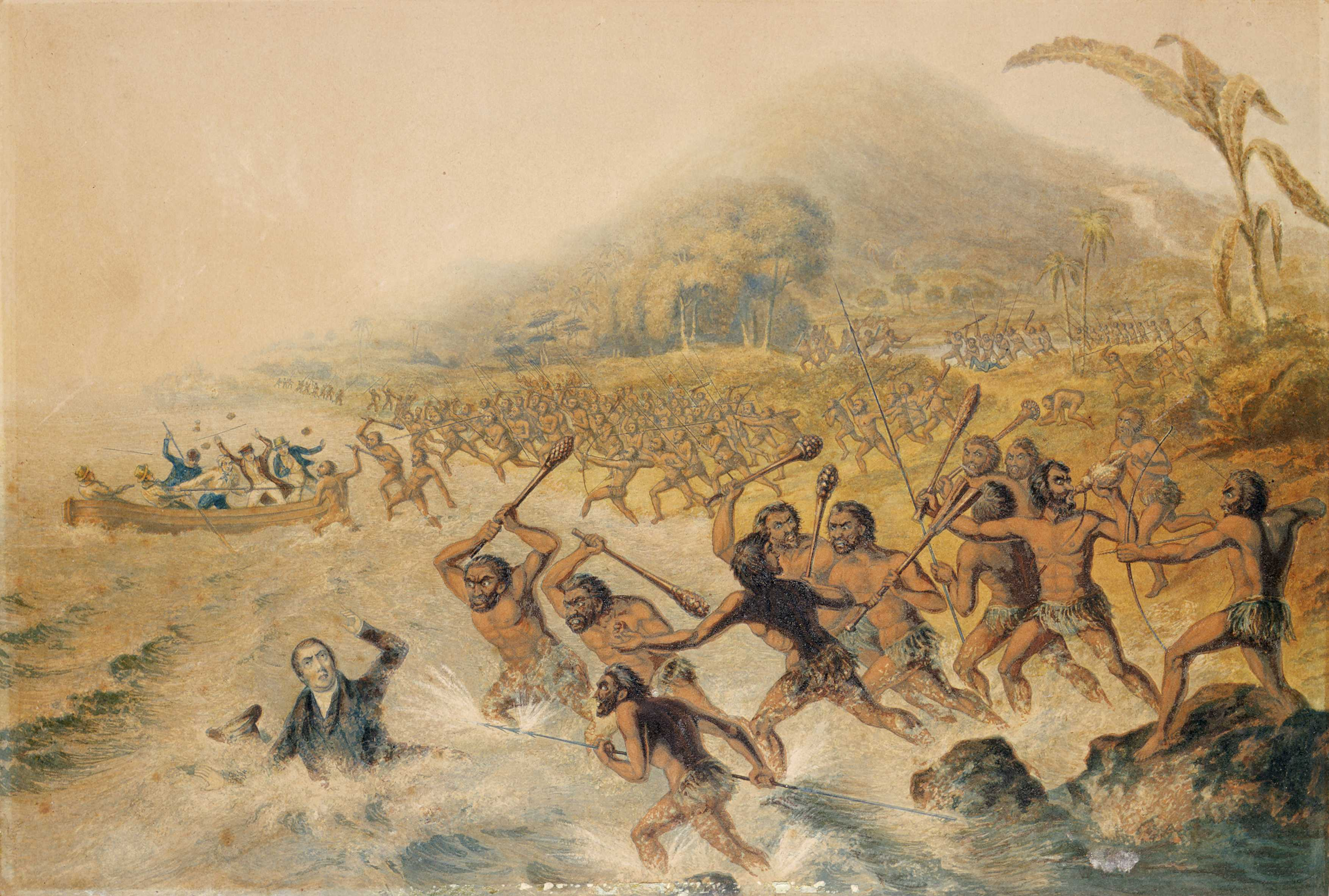
Ermordung von John Williams und Mr. Harris, 1839

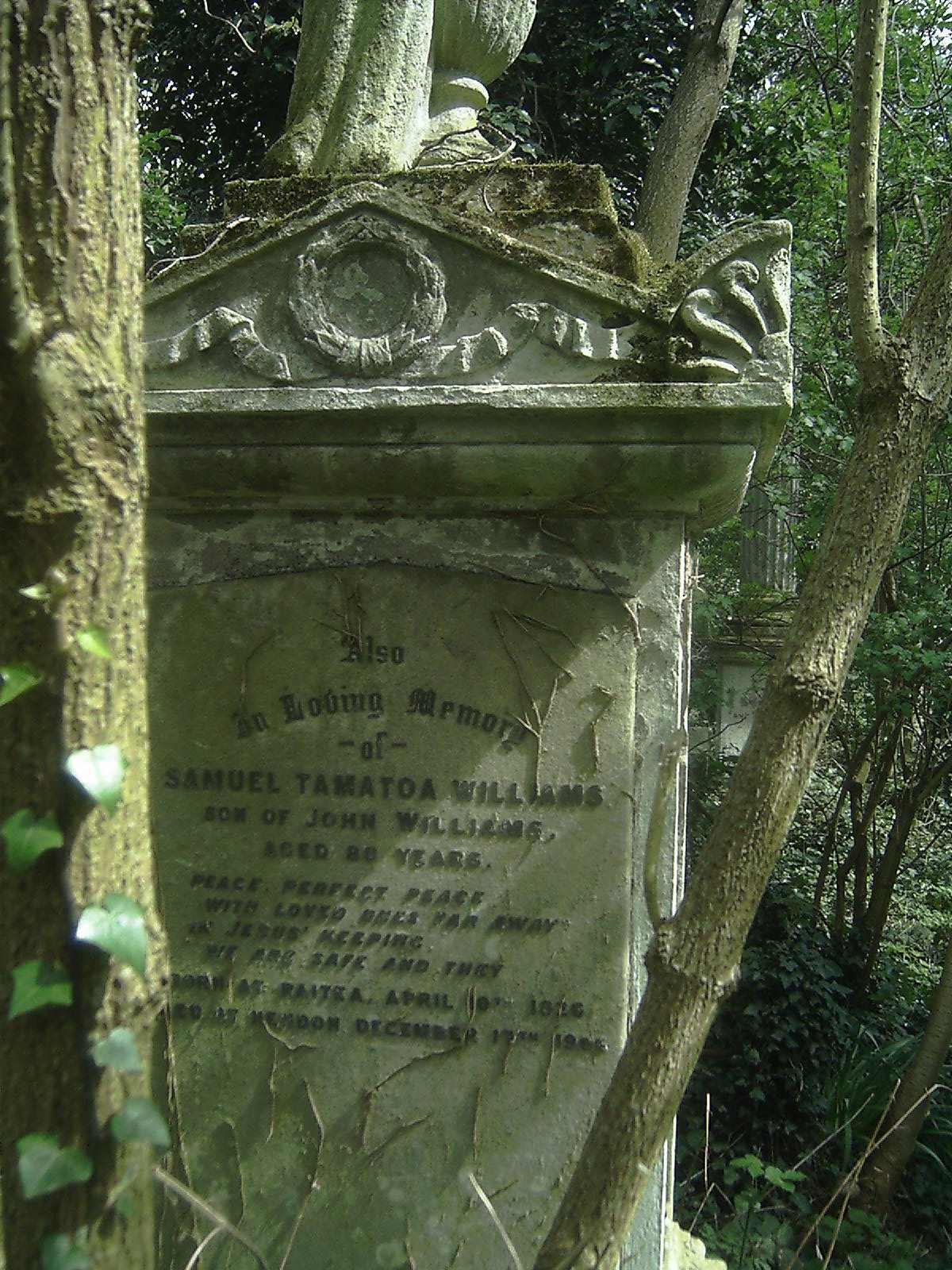
Grabmal von John Williams’s Frau und Sohn auf dem Abney Park Cemetery (April 2006)

John Williams (* 29. Juni 1796 in Tottenham; † 20. November 1839 auf Erromango, Vanuatu) war ein britischer nonkonformistischer Missionar, der im Südpazifik aktiv war.

## Leben
Nach einer Ausbildung als Gießer und Schlosser ernannte die London Missionary Society Williams im September 1816 bei einem Gottesdienst in der Londoner Surrey Chapel zum Missionar. 1817 reisten er und seine Frau Mary Chawner auf die Gesellschaftsinseln, eine Inselgruppe, zu der auch Tahiti gehört. Sie wurden von William Ellis und seiner Frau begleitet. John und Mary errichteten ihre erste Missionsstation auf der Insel Raiatea. Von hier aus besuchten sie einige der polynesischen Inselketten, teils in Begleitung der Familie Ellis oder anderer Vertreter der London Missionary Society. 1821 landeten sie auf Aitutaki und nutzten tahitianische Konvertiten, um ihre Botschaft auf den Cookinseln zu verbreiten. Die Insel Rarotonga wurde von Kapitän John Dibbs, der den Kolonialschoner Endeavor kommandierte, im Juli 1823 entdeckt. Williams, der mit an Bord reiste, errichtete auf der Insel eine Missionsstation.
John und Mary hatten zehn Kinder, von denen drei das Erwachsenenalter erreichten.  Die Williams’ waren die erste Missionarsfamilie, die Samoa besuchte.
Die Williams’ kehrten 1834 nach Großbritannien zurück, wo John seine Übersetzung des Neuen Testamentes in die Rarotonganische Sprache drucken ließ. Sie brachten einen Eingeborenen namens Leota aus Samoa mit, der danach als Christ in London lebte. Leota wurde auf dem Friedhof Abney Park Cemetery begraben. Auf dem von der London Missionary Society gestifteten Grabstein wird von seiner Reise aus der Südsee berichtet. In London veröffentlichte John Williams das Werk „Narrative of Missionary Enterprises in the South Sea Islands“, das zur Kenntnis der Engländer und ihrer Popularität beitrug. 1837 kehrte er auf der Camden unter Kapitän Robert Clark Morgan nach Polynesien zurück.
Im November 1839 besuchte er einen Teil der Neuen Hebriden. Er und der Missionar James Harris wurden hier am 20. November auf der Insel Erromango getötet und von den Kannibalen verspeist.
Auf Rarotonga wurde 1839 ein Gedenkstein errichtet. Seine Frau starb im Juni 1852. Sie ist mit ihrem Sohn Samuel Tamatoa Williams, der auf den Neuen Hebriden geboren wurde, im Londoner Abney Park Cemetery begraben. Der Name ihres Ehemannes und die Geschichte seines Todes sind auf der am besten sichtbaren Seite des Grabmals dargestellt.
Im Dezember 2009 reisten Nachkommen von John und Mary Williams nach Erromango, um im Rahmen einer Versöhnungszeremonie die Entschuldigung der Nachkommen der früheren Kannibalen entgegenzunehmen. Zu diesem Anlass wurde die Dillons Bay in Williams Bay umbenannt.
Das Missionsschiff John Williams wurde ihm zu Ehren benannt.

## Schriften
- John Williams: A narrative of missionary enterprises in the South Sea Islands; with remarks upon the natural history of the islands, origin, languages, traditions, and usages of the inhabitants. Illustrated with engravings on wood by G. Banter. Europeana, abgerufen am 16. Februar 2016.